# Tramway de la Cité
Le tramway de la Cité est une ancienne ligne du tramway de Genève reliant la rue de la Monnaie à la rue d'Italie en passant par la Vieille-Ville. La ligne, dont les travaux débutèrent en 1900, fut ouverte en mars 1904 et fut définitivement fermée en juin 1904 quelques jours avant son ouverture officielle à la suite d'un accident survenu le 30 mai 1904 qui vit un tramway échappant à tout contrôle dévaler la rue de la Cité pour s'écraser contre un fiacre en bas de la pente.

## Histoire

### Chronologie
- 8 août 1900 : Début des travaux ;
- février 1904 : Début des essais ;
- 7 mars 1904 : Ouverture provisoire de la ligne ;
- 30 mai 1904 : Accident fatal sur la ligne ;
- 3 juin 1904 : Fin définitive de l'exploitation ;
- 7 juin 1904 : Jour où la ligne aurait dû être inaugurée officiellement ;
- 1908 : Dépose des derniers rails.

### Projet
Au début du XXe siècle, la Compagnie genevoise des tramways électriques (CGTE) tout juste créée étudie les possibilités d'étendre son réseau dans tout le canton de Genève. Certains magistrats émettent le souhait de voir naître une ligne régulière desservant la ville-haute afin de faciliter les déplacements au sein de la Cité tout en évitant les très encombrées rues Basses. Une concession est accordée à la CGTE le 22 décembre 1898 dans ce but.
Après plusieurs mois d'études, les ingénieurs et les techniciens de la CGTE présentent un projet répondant à cette suggestion qui est accepté, non sans quelques hésitations des autorités, en raison du fort dénivelé de certaines rues : le projet définitif prévoit une ligne à voie métrique et à voie unique empruntant des rues avec des dénivelés allant jusqu'à 11 %.

### Construction de la ligne et exploitation éphémère
La construction de la ligne, à voie unique, débute le 8 août 1900 et s'achève par une phase d'essais en février 1904. Une autorisation d'ouverture provisoire est délivrée le 7 mars 1904 mais l'ouverture officielle de la ligne n'est fixée qu'au 7 juin suivant afin de s'assurer du bon fonctionnement de la ligne. Des doutes subsistent toujours par rapport aux fortes déclivités,.
Le tracé emprunte de nombreuses rues étroites, rendant la cohabitation entre piétons et tramways très difficile.
Le 30 mai 1904 vers 16 h 30, une semaine à peine avant l'ouverture officielle de la ligne, un accident se produit rue de la Cité, dont les conséquences auraient pu être dramatiques : le "wattman" perd le contrôle de la motrice, qui vient de quitter la place du Grand-Mézel, circulant alors à vide, se met à dévaler la rue de la Cité, section la plus raide de la ligne et ce, malgré l'activation du frein magnétique au maximum, puis du frein à main et des sablières. Il réussit à diminuer la vitesse tout en bas de la pente, avant le croisement avec les rails aujourd'hui empruntés par la ligne 12 du tramway mais ne peut éviter la collision avec un fiacre rue des Allemands (actuelle rue de la Confédération), dont le cocher réussit à sauter in extremis,. Le bilan est miraculeux, puisque le seul blessé grave est... le cheval qui tractait le fiacre,.
La motrice, peu endommagée, est expertisée mais cela ne permet pas de trouver de défaillances au niveau du freinage, par contre d'autres "wattmens" indiquent que des défaillances du freinage ont eu lieu par le passé. Cet incident est fatal à la ligne, qui est fermée définitivement à la fin de la période d'essai, soit le 3 juin 1904 au soir, le Conseil d'État décide de suspendre officiellement l'exploitation trois jours plus tard.
Le 3 juillet 1904, de nouveaux essais sont malgré tout menés en présence des autorités et des ingénieurs, sans suite. Une reprise est régulièrement évoquée jusqu'au 28 décembre 1907, date à laquelle son démantèlement est décidé,.
Les derniers rails furent enlevés en 1908 et il ne subsiste qu'un seul vestige de cette ligne : un crochet de support de la ligne aérienne en façade de l'Hôtel de ville. Le matériel spécifique de la ligne reste toutefois dans le parc de la CGTE et il est engagé sur d'autres lignes puis il est déclassé en matériel de service durant les années 1920 et enfin détruit pendant les années 1950.
Il faut attendre 1982 pour retrouver une desserte en transport en commun de la ville-haute, avec la mise en service d'une ligne de minibus qui est numérotée 36 depuis 2001.

## La ligne

### Caractéristiques générales
Le parcours d'une longueur d'environ un kilomètre s'effectue en 10 minutes, la fréquence est d'un tramway toutes les 24 minutes ; le prix d'un trajet est de deux sous. La ligne est exploitée avec les motrices SIG/Westinghouse Ce 2/2 nos 46 à 49, au gabarit adapté par rapport à leurs homologues de la série nos 20 à 45 et équipée d'un frein magnétique Westinghouse afin d'assurer un freinage sécurisé adapté aux fortes déclivités de la ligne, tout en se passant d'une crémaillère,.

### Tracé
Le parcours à voie unique et à écartement d'un mètre présentait le tracé suivant : 
- Rue de la Monnaie
- Rue de la Cité (Pente de 11 %)
- Grand-Rue - Rue de l'Hôtel-de-Ville
- Place du Bourg-de-Four (avec un croisement)
- Rue Verdaine (pente de 6 à 10 %)
- Rue du Vieux-Collège
- Rue d'Italie (terminus devant l'école supérieure).

### Les stations
Les stations étaient : 
- Rue de la Monnaie (terminus) ;
- Place du Grand-Mézel ;
- Rue de la Pélisserie ;
- Rue de l'Hôtel-de-Ville ;
- Place de la Taconnerie ;
- Place du Bourg-de-Four (près du Palais de Justice) ;
- Angle des rues Verdaine et du Vieux-Collège ;
- Rue d'Italie (terminus).